# Batalla de Makin
La batalla de Makin fue una batalla de la campaña del Pacífico de la Segunda Guerra Mundial, que se libró del 20 al 23 de noviembre de 1943, en el atolón de Makin en las islas Gilbert.

## Antecedentes

### Invasión y fortificación japonesa
El 10 de diciembre de 1941, tres días después del ataque a Pearl Harbor, 300 soldados japoneses más los trabajadores de la Fuerza Especial de Aterrizaje de la Invasión de Gilbert habían llegado al atolón de Makin y lo habían ocupado sin resistencia. Situado al este de las islas Marshall, Makin era una excelente base para proteger el flanco oriental del perímetro japonés de un ataque de los aliados ampliando las patrullas aéreas japonesas más cercanas a las islas en poder de los Aliados: Isla Howland, Isla Baker, Tuvalu, Phoenix e Islas Ellice.
El fin de la Campaña de las Islas Aleutianas y el progreso en las Islas Salomón, combinado con el aumento de los suministros de hombres y materiales, dio a la Marina de los Estados Unidos los recursos para invadir la zona central del Pacífico a fines de 1943. El Almirante Chester Nimitz había defendido esta invasión a principios de 1943, pero no se disponía de los recursos para llevarla a cabo al mismo tiempo que Operación Cartwheel, el envolvimiento de Rabaul en las Islas Bismarck. El plan era acercarse a las islas natales de Japón mediante la estrategia «isla a isla»: establecer bases navales y aéreas en un grupo de islas para apoyar el ataque al siguiente. Las Islas Gilbert fueron el primer paso en esta cadena.

### Incursión marina en Makin
El 17 de agosto de 1942, 211 Marines del 2.º Batallón Marine Raider  bajo el mando del Coronel Evans Carlson y el Capitán James Roosevelt fueron desembarcados en Makin desde dos submarinos, USS Nautilus y USS Argonaut. La guarnición japonesa sólo envió de 83 a 160 hombres bajo el mando de un suboficial. Los Raiders mataron al menos a 83 soldados japoneses, aniquilando la guarnición, y destruyeron instalaciones por la pérdida de 21 muertos, la mayoría por ataque aéreo, y 9 capturados. Los japoneses trasladaron a sus prisioneros al atolón Kwajalein, donde más tarde fueron decapitados. Uno de los objetivos de la redada era confundir a los japoneses sobre las intenciones de Estados Unidos en el Pacífico, pero tuvo el efecto de alertar a los japoneses sobre la importancia estratégica de las Islas Gilbert y los llevó a reforzarlas y fortificarlas aún más.
Después de la incursión de Carlson, los japoneses reforzaron las Gilbert, que habían estado poco custodiadas. Makin fue defendido con una sola compañía de la 5ª Fuerza de Base Especial (700-800 hombres) en agosto de 1942, y el trabajo en la base de  hidroaviones y en las defensas costeras del atolón se reanudó en serio. En julio de 1943 la base del hidroaviones estaba terminada y lista para alojar a bombarderos Kawanishi H8K "Emily" , aviones de combate Nakajima A6M2-N "Rufe"  y  aviones de reconocimiento Aichi E13A "Jake". Sus defensas también fueron completadas, aunque no fueron tan extensas como en la base aérea de Atolón de Tarawa, la principal de la Marina Japonesa en los Gilbert. El Chitose y «653rd Air Corps» fueron separados y desplegados aquí. Mientras los japoneses construían sus defensas en las Gilbert, las fuerzas americanas hacían planes para retomar las islas.

### Planes de ataque de los Estados Unidos
En junio de 1943, el Estado Mayor Conjunto ordenó al Almirante Chester W. Nimitz, Comandante en Jefe de la Flota del Pacífico (CINCPAC), que presentara un plan para ocupar las Islas Marshall. Inicialmente tanto Nimitz como el Almirante Ernest J. King, Jefe de Operaciones Navales, querían atacar el corazón del perímetro exterior de defensa japonesa, pero cualquier plan para atacar a las Marshalls directamente desde Pearl Harbor habría requerido más tropas y transportes de los que la Flota del Pacífico tenía en ese momento. Considerando estos inconvenientes y la limitada experiencia de combate de las fuerzas estadounidenses, King y Nimitz decidieron llevar a las Marshalls en una operación paso a paso a través de las Islas Ellice y Gilbert. Las Gilbert se encontraban a 320 kilómetros (200 millas) de las Marshalls meridionales y estaban al alcance de los aviones B-24 de las Fuerzas Aéreas del Ejército de los Estados Unidos con base en las Islas Ellice, que podían proporcionar apoyo para los bombardeos y reconocimiento de largo alcance para las operaciones en las Gilbert. Teniendo en cuenta esas ventajas, el 20 de julio de 1943 los Jefes de Estado Mayor decidieron capturar los atolones de Tarawa y Abemana en las Gilbert, además de la cercana isla de Nauru. La operación se llamaba Operación Galvánica.
El 4 de septiembre, las tropas anfibias de la Quinta Flota de los Estados Unidos fueron designadas el V Cuerpo Anfibio y colocadas bajo el mando del General de División del Cuerpo de Marines Holland M. Smith. El V Amphibious Corps tenía dos únicas divisiones, la 2.ª División de Marines con base en Nueva Zelanda y la 27.ª División de Infantería del Ejército de los Estados Unidos con base en Hawái. La 27.ª División de Infantería había sido una unidad de la Guardia Nacional de Nueva York antes de ser llamada al servicio federal en octubre de 1940. Fue transferido a Hawái y permaneció allí durante año y medio antes de ser elegida por el Teniente General Robert C. Richardson, Jr. para la invasión de las Islas Gilbert. El Capitán James Jones, padre del excomandante del Cuerpo de Marines James L. Jones, Comandante en jefe de la Compañía de Reconocimiento Anfibio, VAC realizó un reconocimiento periscopal de las Gilbert a bordo del submarino USS Nautilus, estableciendo cuentas exactas de las cabezas de playa para la próxima invasión.
La 27.ª División de Infantería se encargó de suministrar a la fuerza de desembarco un equipo de combate de regimiento, el 165.º Regimiento de Infantería, el famoso "Fighting 69º" de la Guardia Nacional de Nueva York, reforzado por un equipo de desembarco del 3.er Batallón, el 105.º Regimiento de Infantería, apoyado por el 105.º Batallón de Artillería de Campo y el 193.er Batallón de Tanques, bajo el mando del General de División Ralph C. Smith, veterano de la Primera Guerra Mundial, que asumió el mando de la Fuerza Aérea de la Armada de los Estados Unidos en noviembre de 1942. Era uno de los oficiales más respetados en el Ejército de los Estados Unidos de la época. En abril de 1943, la 27.ª División de Infantería había comenzado a prepararse para las operaciones anfibias.
La planificación del papel de la 27.ª División de Infantería en "Galvanic", la parte del Ejército se llamaba Kourbash, comenzó a principios de agosto de 1943, con la isla de Nauru en el oeste de las Gilbert como objetivo original. A diferencia de los demás objetivos, Nauru era una isla real, mucho más grande en tamaño y con mayor guarnición.
Sin embargo, en septiembre de 1943 el objetivo de la 27.ª División cambió. La dificultad de proporcionar apoyo naval y aéreo adecuado para las operaciones simultáneas en Tarawa y la Nauru, mucho más distante, además de la falta de transporte suficiente para transportar a toda la división necesaria para tomar el Nauru más grande y más fuertemente defendido, hizo que el almirante Nimitz trasladara el objetivo del 27 desde Nauru al Atolón de Makin, en el noreste de Gilberts. El personal de la 27.ª División de Infantería se enteró del cambio de objetivo el 28 de septiembre, desechó el plan original de Nauru y comenzó a planificar la captura de Makin.
Las grandes pérdidas de aviones y la inutilización de cuatro cruceros pesados en las Islas Salomón significaron que el plan original japonés de atacar a la flota invasora estadounidense por fuerzas con base en Truk, en las cercanas Islas Carolinas (Mandato del Pacífico Sur) fue desechado. Las guarniciones de Tarawa y Makin fueron dejadas a su suerte.

## Preludio

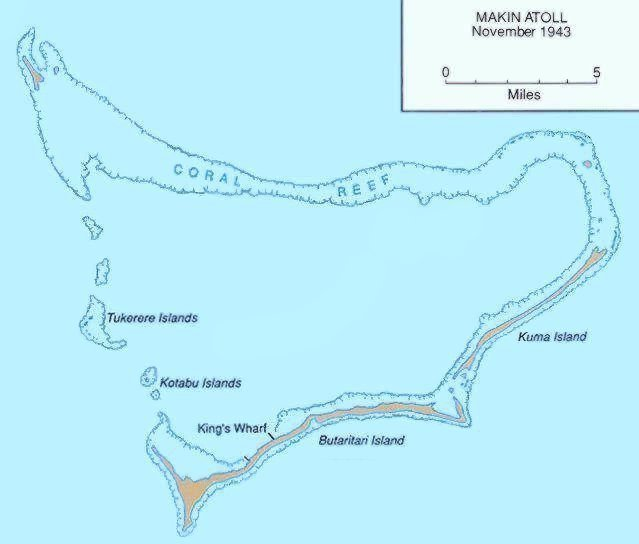
Plano de la Batalla de Makin.

La flota invasora, la Task Force 52 (TF 52) comandada por el Contraalmirante Richmond K. Turner abandonó Pearl Harbor el 10 de noviembre de 1943. La fuerza de desembarco, Task Force 52.6, consistía en unidades de la 27.ª División de Infantería de los Estados Unidos comandada por el General de División Ralph C. Smith, transportado por los buques Neville, Leonard Wood, Calvert, y el buque de carga Pierce. Alcyone; barco de desembarco Belle Grove; y el LSTs -31, 78 y 179 del «Task Force 52.1».
En la víspera de la invasión, la guarnición japonesa en la isla principal del atolón de Makin, Butaritari, contaba con 806 hombres: 284 efectivos de tierra de la 6.ª Fuerza Especial de Aterrizaje Naval, 108 efectivos de aviación de las Unidades de Aviación 802.ª y 952.ª, 138 efectivos de los Pioneros 111.ª, 276 hombres del «Cuarto Departamento de Construcción de la Flota» y del Cuartel de Tanques de Makin de la 3ª Fuerza de la Base Especial, con 3 tanques ligeros Tipo 95 Ha-Go, todos comandados por el teniente J.G. Seizo Ishikawa. El número de tropas de combate entrenadas en Makin no excedía los 300 soldados.
Las defensas terrestres de Butaritari estaban centradas alrededor de la orilla, cerca de la base del hidroaviones en la parte central de la isla. Había dos sistemas de barreras para los tanques: La barrera antitanque del oeste se extendía desde la laguna dos tercios del camino a través de Butaritari, era de 12 a 13 pies de ancho y de profundidad, y estaba protegida por un cañón antitanque en un búnker de hormigón, seis posiciones de ametralladoras y 50 pozos de tirador. La barrera antitanque del este, de 14 pies de ancho y profundidad, se extendía desde la laguna a través de dos tercios de la isla y se doblaba hacia el oeste con barricadas antitanques de troncos en cada extremo. Estaba protegido por una doble barrera de alambre de púas y un intrincado sistema de emplazamientos de cañones y pozos de tirador.
Se establecieron una serie de puntos fuertes a lo largo de la costa de Butaritari, con baterías de artillería costera, tres posiciones de cañones antitanque de 37 mm, 10 emplazamientos de ametralladoras y 85 pozos de tirador. Los japoneses esperaban que la invasión llegara al lado del océano de Butaritari, siguiendo el ejemplo de la incursión de Carlson en 1942, y establecieron sus defensas de 3 km desde donde había tenido lugar la incursión. Sin aviones, barcos, o esperanza de refuerzo o alivio, los defensores superados en número y en armamento sólo podrían esperar retrasar el próximo ataque estadounidense el mayor tiempo posible.

## Batalla

### Invasión
Las operaciones aéreas contra Makin comenzaron el 13 de noviembre con bombarderos B-24 de la Séptima Fuerza Aérea de las Islas Ellice de las Fuerzas Armadas de los Estados Unidos. Los cazas Grumman F4F Wildcat escoltaron a los bombarderos en picado  Douglas SBD Dauntless y a los torpederos Grumman TBF Avenger de los portaaviones de escolta USS Liscome Bay, USS Coral Sea y USS Corregidor, seguidos por una cortina de proyectiles de 200 mm (8 pulgadas) disparados por el buque de apoyo USS Minneapolis y otros buques de guerra. Durante el bombardeo, la explosión de una torreta en el acorazado USS Mississippi mató a 43 marineros.
Las tropas comenzaron a desembarcar en dos playas a las 8:30 del 20 de noviembre. Los desembarcos iniciales en la «Playa Roja» fueron de acuerdo al plan con las tropas de asalto moviéndose rápidamente hacia el interior después de un viaje sin incidentes por el lado del océano de la isla. Su progreso fuera de la playa se vio frenado solo por un francotirador ocasional y la necesidad de abrirse paso entre los escombros y los cráteres llenos de agua dejados por el bombardeo aéreo y naval. Los cráteres, en particular, obstaculizaron el apoyo de los tanques de las fuerzas de la Playa Roja por los tanques livianos del 193.er Batallón de Tanques cuando un tanque ligero M3 se hundió parcialmente en un cráter de obús y bloqueó el paso de todos los vehículos que se encontraban detrás de él.

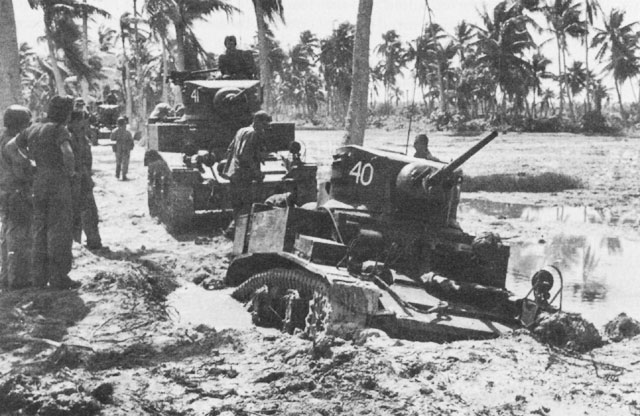
Isla Makin - Tanque ligero M3 Stuart, atascado en un cráter de obús, paraliza el avance en la estrecha calzada al norte del lago Jill.

Cuando la lancha de desembarco se acercó a Yellow Beach desde la laguna, comenzaron a recibir fuego de armas ligeras y ametralladoras de los defensores de la isla. Las tropas de asalto también se sorprendieron al descubrir que aunque se acercaban a la playa con la marea alta como estaba planeado, un error de cálculo de la profundidad de la laguna provocó que sus pequeñas embarcaciones encallaran, obligándolos a caminar los últimos 250 metros hasta la playa en aguas que llegaban hasta la cintura. El equipo y las armas se perdieron o se empaparon de agua, pero solo tres hombres murieron al acercarse a la playa, principalmente porque los defensores decidieron hacer su última parada más hacia el interior, a lo largo de las barreras de los tanques.
El plan de invasión de Estados Unidos fue concebido con la esperanza de atraer a los japoneses a comprometer a la mayoría de sus fuerzas para que se opusieran a los primeros desembarcos en «Playa Roja» y, por lo tanto, permitieran a las tropas que desembarcaran en «Playa Amarilla» y atacar por la retaguardia. Los japoneses, sin embargo, no respondieron al ataque en Red Beach y se retiraron de Yellow Beach batiéndola sólo con fuego de hostigamiento, dejando a las tropas de la 27.ª División sin más remedio que derribar los puntos fuertes fortificados uno a uno. Las operaciones de reducción se vieron obstaculizadas por la frecuente incapacidad de utilizar armas de apoyo pesado, incluidos tanques, debido al peligro de fuego cruzado. El comandante del 165.º Regimiento de Infantería, el coronel Gardiner Conroy, fue muerto en combate por un francotirador japonés en la tarde del primer día y le sucedió el coronel Gerard W. Kelley.

### Captura de Makin
Dos días de lucha decidida redujeron la resistencia japonesa. Después de despejar todo el atolón, el comandante de la 27.ª División, el general de división Ralph C. Smith, informó en la mañana del 23 de noviembre, Makin taken, recommend command pass to commander garrison force —Makin capturada, recomiendo el pase de mando al comandante de la fuerza de guarnición—.
El problema más difícil para capturar a Makin fue la coordinación de las acciones de dos fuerzas de desembarco separadas, lo que se hizo más difícil porque los defensores no respondieron como se esperaba. La inadecuación de las estrechas playas para las operaciones de desembarco de suministros, que no fueron descubiertas por el reconocimiento previo a la invasión, también constituyó una grave desventaja.

### Hundimiento del USS Liscome Bay
En la madrugada del 24 de noviembre, el buque de escolta USS Liscome Bay fue hundido por el submarino japonés I-175, que había llegado a Makin unas horas antes. Un solo torpedo lanzado por la I-175, detonó el arsenal de bombas del portaviones USS Liscome Bay, causando una explosión que envolvió todo el barco, lo que condujo a que se hundiera rápidamente. El ataque al USS Liscome Bay causó la mayoría de las bajas estadounidenses en la Batalla de Makin. De los 916 tripulantes del USS Liscome Bay sólo 272 fueron rescatados, mientras que 644 perecieron (53 oficiales y 591 hombres alistados), incluyendo al héroe de Pearl Harbor y ganador de la Cruz de la Marina, Doris Miller.
La pérdida del  USS Liscome Bay se debió a algunos factores. Dos destructores, el USS Hull y USS Franks, dejaron la pantalla de defensa de destructores, dejando un hueco. Además, el grupo de trabajo que incluía la Bahía de Liscome no estaba zigzagueando. El submarino japonés I-175 se acercó sin ser detectado y disparó una serie de torpedos a través de la abertura de la pantalla antisubmarina, uno de los cuales golpeó y hundió al USS Liscome Bay.

## Consecuencias
La ocupación completa de Makin duró cuatro días y costó considerablemente más bajas navales que terrestres. A pesar de poseer una gran superioridad en hombres y armas, la 27.ª División tuvo dificultades para someter a la pequeña fuerza de defensa de la isla. Un tanque japonés Ha-Go fue destruido en combate, y dos tanques empleados como casamatas fueron abandonados sin ser utilizados en combate.
Contra un estimado de 395 japoneses muertos en acción durante la operación, las bajas terrestres estadounidenses fueron de 66 muertos y 152 heridos. Las pérdidas de la Armada de los Estados Unidos fueron significativamente mayores: 644 muertes en la Bahía Liscome, 43 muertos en un fuego de torreta del acorazado USS  Mississippi y 10 muertos en combate con partidas en la costa naval o como aviadores, por un total de 697 muertes navales. El total de 763 muertos estadounidenses casi igualó al número de hombres en toda la guarnición japonesa.